# Piñata - L'isola del terrore
Piñata - L'isola del terrore (Demon Island) è un film del 2002 diretto dai fratelli David Hillenbrand e Scott Hillenbrand.

## Trama
Degli adolescenti sono intrappolati su un'isola e sono perseguitati da un demone nascosto dentro una piñata.

## Distribuzione
Negli stati uniti il film ha avuto numerosi titoli tipo: "Demon Island", "Piñata" e "Piñata: Survival Island".
- Stati Uniti d'America: 14 giugno 2002
- Giappone: 7 marzo 2003
- Ungheria: 22 dicembre 2006 (prima TV)